# تهی‌خار غرب اقیانوس هند
تهی‌خار غرب اقیانوس هند (نام علمی: Latimeria chalumnae) (که به آن تهی خار آفریقایی نیز گفته می شود) نام یک گونه از سرده لاتیمریان است.
ماهیگیران جزایر کومور این ماهی را از دیرباز با عنوان گومبسا می شناسند اما اولین بازشناسی علمی این ماهی در سال ۱۹۳۸ از روی یک نمونه که در آفریقای جنوبی شکار شده بود صورت گرفت. پیشتر، چنین تصور می شد که این تهی خار 70 میلیون سال پیش منقرض شده است.